# Júlio Andrade
Júlio Andrade (Porto Alegre, 8 de outubro de 1976) é um ator e diretor brasileiro. Ele já recebeu inúmeros prêmios, incluindo um Grande Otelo, três Prêmios APCA, um Prêmio Guarani e um Kikito do Festival de Gramado, além de ter recebido uma indicação ao Prêmio Qualidade Brasil, uma indicação ao Prêmio Platino e três indicações ao prêmio Emmy Internacional de melhor ator, duas por sua atuação na série 1 Contra Todos e uma por seu papel como Betinho em Betinho - No Fio da Navalha.

## Carreira
Começou atuando para a televisão na minissérie Luna Caliente. Em seguida, em Porto Alegre participando de várias minisséries da RBS TV e da Companhia de teatro de Porto Alegre, "Depósito de Teatro", atuando em peças como Macbeth com direção de Patrícia Fagundes; Bailei na Curva, de Júlio Contee; O Pagador De Promessas, de Dias Gomes ; Auto da Compadecida com direção de Roberto Oliveira; e Menino Maluquinho com direção de Adriane Motolla
De 2016 até 2020, protagonizou as quatro temporadas da série 1 Contra Todos, da Fox Brasil, interpretando Cadu, o anti-herói, que passou por tudo: foi preso injustamente, tentou construir uma carreira política e investiu até no tráfico de drogas. Agora, na quarta e última temporada da série, não tem jeito: ele vai pagar por tudo o que fez. 
Em 2017, foi indicado ao Emmy Internacional de melhor ator pelo seu papel, sendo indicado novamente em 2018.
De 2017 até 2022, protagonizou as cinco temporadas e um especial da série Sob Pressão com Marjorie Estiano, da Rede Globo, interpretando o médico Evandro. Além de atuar, o ator também dirigiu alguns episódios da terceira até a quinta temporada.. Na última temporada é abordado a saúde mental dos médicos diante da saúde pública no Brasil.  Em maio de 2022, gravou uma participação especial na série O Jogo que Mudou a História, do Globoplay, vivendo um policial que é chamado para apitar a importante partida que dá nome à série. Do final do ano até abril de 2023, gravou a série Betinho - No Fio da Navalha, interpretando o protagonista, o sociólogo Herbert José de Sousa, o Betinho, que completa 25 anos de seu falecimento, enfrentou a epidemia da fome e da Aids, inaugurou um movimento que vive até hoje de combate à fome no Brasil. Em julho, gravou participação na série Raul Seixas: Metamorfose Ambulante. Desde setembro, está gravando a série Maria Bonita, do Star+, na Paraíba, com Isis Valverde no papel e Júlio interpretando Lampião.

## Vida pessoal
Filho de César da Silva e Ângela Rosana Andrade da Silva, trabalha principalmente no cinema. É casado com Elen Clarice e tem um filho com ela chamado  Joaquim Andrade Cunha  É irmão do ator Ravel Andrade.

## Filmografia

### Cinema
| Ano  | Título                                    | Personagem                | Nota           |
| ---- | ----------------------------------------- | ------------------------- | -------------- |
| 1998 | Velinhas                                  | Julinho                   | Curta-metragem |
| 2000 | Quem?                                     |                           | Curta-metragem |
| 2000 | Tolerância                                | Entregador de pizza       |                |
| 2001 | Final                                     |                           | Curta-metragem |
| 2002 | Mopia                                     | Jovem                     | Curta-metragem |
| 2003 | O Homem que Copiava                       | Feitosa                   |                |
| 2004 | Meu Tio Matou um Cara                     | Detetive Cícero           |                |
| 2005 | Sal de Prata                              | Holmes                    |                |
| 2006 | Wood & Stock: Sexo, Orégano e Rock'n'Roll | Overall (voz)             | Voz original   |
| 2006 | Batismo de Sangue                         | Delator                   |                |
| 2006 | A Domicílio                               | Entregador de pizza       | Curta-metragem |
| 2006 | Sketches                                  |                           | Curta-metragem |
| 2007 | Cão sem Dono                              | Ciro                      |                |
| 2007 | 3 Efes                                    | Policial                  |                |
| 2007 | Um Dia Como Hoje                          |                           | Curta-metragem |
| 2009 | São                                       |                           | Curta-metragem |
| 2009 | Mira                                      | Fotógrago                 | Curta-metragem |
| 2009 | Hotel Atlântico                           | Artista                   |                |
| 2011 | Homens de Bem                             | Betinho                   |                |
| 2012 | Gonzaga - de Pai pra Filho                | Gonzaguinha               |                |
| 2012 | Nove Crônicas Para um Coração aos Berros  | Júlio                     |                |
| 2012 | A Hora e a Vez de Augusto Matraga         | Flosino Capeta            |                |
| 2012 | Éden                                      | Wagner                    |                |
| 2013 | Serra Pelada                              | Joaquim                   |                |
| 2014 | Não Pare na Pista                         | Paulo Coelho              |                |
| 2014 | Obra                                      | Mestre da obra            |                |
| 2014 | Entre Nós                                 | Cazé                      |                |
| 2014 | Trash                                     | Chico                     |                |
| 2015 | A Estrada 47                              | Tenente                   |                |
| 2015 | Entrando Numa Roubada                     | Eric                      |                |
| 2016 | Reza a Lenda                              | Galego Lorde              |                |
| 2016 | Elis                                      | Lennie Dale               |                |
| 2016 | Redemoinho                                | Gildo                     |                |
| 2016 | Sob Pressão                               | Dr. Evandro Moreira       |                |
| 2016 | Maresia                                   | Emilio Vega / Gaspar Dias |                |
| 2017 | Malasartes e o Duelo com a Morte          | Morte                     |                |
| 2018 | Paraíso Perdido                           | Ângelo da Silva           |                |
| 2018 | Todas as Canções de Amor                  | Daniel                    |                |
| 2020 | Aos Olhos de Ernesto                      | Ramiro                    |                |
| 2024 | Arca de Noé                               | Noé (voz)                 | Voz original   |

### Televisão
| Ano       | Título                             | Personagem                            | Nota                                 |
| --------- | ---------------------------------- | ------------------------------------- | ------------------------------------ |
| 1999      | Luna Caliente                      | Tenente                               | Episódio: "15 de dezembro"           |
| 2000      | Vidas Prestadas                    | Adrián González Chávez                |                                      |
| 2001      | Contos de Inverno                  | Ernesto                               |                                      |
| 2002      | Histórias Curtas                   | Ladrão                                | Episódio: "Orangotangos"             |
| 2006      | Carga Pesada                       | Vicente                               | Episódio: "Refém"                    |
| 2007      | A Grande Família                   | Lisboa                                | Episódio: "Operação Barata Voa"      |
| 2007      | Amazônia, de Galvez a Chico Mendes | João Maia                             |                                      |
| 2008      | Ciranda de Pedra                   | Patrício Tomaz                        |                                      |
| 2009      | Caminho das Índias                 | Sócio de Bahuan                       | Episódios: "10–16 de abril"          |
| 2009      | Por Toda a Minha Vida              | Raul Seixas                           | Episódio: "Raul Seixas"              |
| 2010      | Passione                           | Arthur Peixoto (Arthurzinho)          |                                      |
| 2011      | Oscar Freire 279                   | Beto                                  |                                      |
| 2011      | Força-Tarefa                       | Luciano                               | Episódio: "8 de dezembro"            |
| 2014      | Doce de Mãe                        | Ignácio                               | Episódio: "30 de janeiro"            |
| 2014      | A Teia                             | Charles                               |                                      |
| 2014      | O Rebu                             | Oswaldo Pamplona                      |                                      |
| 2016      | Justiça                            | Firmino Maia                          |                                      |
| 2016–2020 | 1 Contra Todos                     | Carlos Eduardo Fortuna (Cadu)         | Temporadas 1–4                       |
| 2017–2022 | Sob Pressão                        | Dr. Evandro Moreira                   | Temporadas 1–5                       |
| 2019      | Amor de Mãe                        | Sinésio Viana                         | Episódios: "25–29 de novembro"       |
| 2023      | Betinho - No Fio da Navalha        | Herbert José de Sousa (Betinho)       |                                      |
| 2024      | O Jogo que Mudou a História        | Policial Belchior                     |                                      |
| 2025      | Vale Tudo                          | Rubens Acioli (Rubinho)               | Episódios: "31 de março–22 de abril" |
| 2025      | Maria e o Cangaço                  | Virgulino Ferreira da Silva (Lampião) |                                      |
| 2025      | Raul Seixas: Eu Sou                | Raul Varella                          |                                      |

## Como diretor

### Televisão
| Ano  | Título                      | Notas                 |
| ---- | --------------------------- | --------------------- |
| 2019 | Sob Pressão                 | Episódios: "9" e "10" |
| 2021 | Sob Pressão                 | Episódio: "9"         |
| 2022 | Sob Pressão                 | Episódio: "8" e "11"  |
| 2023 | Betinho - No Fio da Navalha |                       |

### Vídeos musicais
| Ano  | Canção                   | Artista    | Notas                          |
| ---- | ------------------------ | ---------- | ------------------------------ |
| 2012 | "Pena Mais Que Perfeita" | Gui Amabis | Diretor, montagem e roteirista |
| 2017 | "Patrulha Desorientada"  | Gui Amabis | Também diretor/fotógrafo       |

## Teatro
| Ano  | Título                 | Personagem |
| ---- | ---------------------- | ---------- |
| 2000 | O Menino Maluquinho    |            |
| 2001 | O Pagador de Promessas |            |
| 2001 | O Auto da Compadecida  | João Grilo |
| 2002 | Bailei na Curva        |            |
| 2004 | Macbeth                | Macbeth    |

## Prêmios e indicações
| Ano  | Prêmio                                     | Categoria                               | Trabalho                                   | Resultado |
| ---- | ------------------------------------------ | --------------------------------------- | ------------------------------------------ | --------- |
| 2000 | Prêmio Tibicuera de Teatro Infantil        | Melhor Ator                             | O Menino Maluquinho                        | Venceu    |
| 2000 | Prêmio APTC de Cinema Gaúcho               | Melhor Ator                             | Quem?                                      | Venceu    |
| 2000 | Prêmio Açorianos de Teatro                 | Melhor Ator Coadjuvante                 | O Pagador de Promessas                     | Indicado  |
| 2001 | Festival de Gramado                        | Melhor Ator de Curta-metragem           | Final - Trilogia do Amor Em 16mm - Parte 1 | Venceu    |
| 2003 | Prêmio APTC de Cinema Gaúcho               | Melhor Ator                             | Miopia                                     | Venceu    |
| 2007 | Festival de Cinema Agulhas Negras          | Melhor Ator                             | Cão Sem Dono                               | Venceu    |
| 2008 | Festival de Gramado                        | Melhor Ator de Mostra Gaúcha            | Um Dia Como Hoje                           | Venceu    |
| 2008 | Prêmio Qualidade Brasil                    | Melhor Ator Revelação                   | Ciranda de Pedra                           | Indicado  |
| 2010 | Melhores do Ano                            | Melhor Ator Revelação                   | Passione                                   | Indicado  |
| 2010 | Prêmio Quem de Televisão                   | Melhor Ator Coadjuvante                 | Passione                                   | Indicado  |
| 2010 | Melhores do UOL e PopTevê                  | Ator Revelação                          | Passione                                   | Venceu    |
| 2012 | Troféu APCA                                | Melhor Ator                             | Gonzaga - de Pai pra Filho                 | Venceu    |
| 2013 | Grande Prêmio do Cinema Brasileiro         | Melhor Ator                             | Gonzaga - de Pai pra Filho                 | Venceu    |
| 2013 | Prêmio Quem de Cinema                      | Melhor Ator de Cinema                   | Gonzaga - de Pai pra Filho                 | Indicado  |
| 2013 | Prêmio Guarani de Cinema Brasileiro        | Melhor Ator Coadjuvante                 | Gonzaga - de Pai pra Filho                 | Venceu    |
| 2013 | Festival do Rio                            | Melhor Ator                             | Entre Nós                                  | Venceu    |
| 2013 | Prêmio Botequim Cultural                   | Melhor Ator                             | Serra Pelada                               | Venceu    |
| 2014 | Prêmio Quem de Televisão                   | Melhor Ator Coadjuvante                 | O Rebu                                     | Indicado  |
| 2014 | 7º Festival de Cinema da Lapa              | Melhor Ator                             | Não Pare na Pista                          | Venceu    |
| 2015 | 5º Festival Brasil de Cinema Internacional | Melhor Ator                             | Não Pare na Pista                          | Venceu    |
| 2016 | Cine Ceará                                 | Melhor Ator                             | Maresia                                    | Venceu    |
| 2016 | Festival do Rio                            | Melhor Ator                             | Redemoinho / Sob Pressão                   | Venceu    |
| 2016 | Troféu APCA                                | Melhor Ator                             | Sob Pressão                                | Venceu    |
| 2016 | Prêmio Quem de Cinema                      | Melhor Ator                             | Sob Pressão                                | Indicado  |
| 2017 | 43º Festival Sesc Melhores Filmes          | Melhor Ator                             | Sob Pressão                                | Indicado  |
| 2017 | Prêmio Emmy Internacional                  | Melhor Ator                             | 1 Contra Todos                             | Indicado  |
| 2017 | Troféu APCA                                | Melhor Ator                             | 1 Contra Todos / Sob Pressão               | Venceu    |
| 2017 | Melhores do Ano                            | Melhor Ator de Série                    | Sob Pressão                                | Venceu    |
| 2017 | Prêmio Extra de Televisão                  | Melhor Ator                             | Sob Pressão                                | Indicado  |
| 2017 | Prêmio Contigo! Online                     | Melhor Ator de Série                    | Sob Pressão                                | Venceu    |
| 2018 | Festival Internacional FIPA da França      | Melhor Ator                             | Sob Pressão                                | Venceu    |
| 2018 | Prêmio Extra de Televisão                  | Melhor Ator                             | Sob Pressão                                | Indicado  |
| 2018 | Prêmio Fiesp/Sesi-SP de Cinema e TV        | Melhor Ator de Série                    | Sob Pressão                                | Indicado  |
| 2018 | Prêmio Platino                             | Melhor Ator de Série                    | 1 Contra Todos                             | Indicado  |
| 2018 | Prêmio Emmy Internacional                  | Melhor Ator                             | 1 Contra Todos                             | Indicado  |
| 2018 | Festival Sesc Melhores Filmes              | Melhor Ator                             | Malasartes e o Duelo com a Morte           | Indicado  |
| 2018 | Troféu APCA                                | Melhor Ator                             | 1 Contra Todos / Sob Pressão               | Indicado  |
| 2018 | Prêmio APCA de Cinema                      | Melhor Elenco: Interpretação Coletiva   | Paraíso Perdido                            | Venceu    |
| 2019 | Prêmio Guarani de Cinema Brasileiro        | Melhor Ator Coadjuvante                 | Paraíso Perdido                            | Indicado  |
| 2019 | Brazilian Film Festival of Miami           | Melhor Ator                             | Todas as Canções de Amor                   | Indicado  |
| 2019 | Melhores do Ano                            | Melhor Ator de Série                    | Sob Pressão                                | Venceu    |
| 2019 | Troféu APCA                                | Melhor Ator de Televisão                | Sob Pressão                                | Indicado  |
| 2019 | Prêmio F5                                  | Melhor Ator de Série Dramática          | Sob Pressão                                | Venceu    |
| 2019 | Troféu UOL TV e Famosos                    | Melhor Ator                             | Sob Pressão                                | Indicado  |
| 2019 | Prêmio Contigo! Online                     | Melhor Ator de Série ou minissérie      | Sob Pressão                                | Indicado  |
| 2019 | Prêmio The Brazilian Critic                | Melhor Ator em Série de Drama           | Sob Pressão                                | Venceu    |
| 2019 | Melhores do Ano NaTelinha                  | Melhor Ator                             | Sob Pressão                                | Indicado  |
| 2020 | Séries em Cena Awards                      | Melhor Ator Nacional                    | 1 Contra Todos                             | Indicado  |
| 2020 | Prêmio The Brazilian Critic                | Melhor Ator em Série de Drama           | 1 Contra Todos                             | Indicado  |
| 2020 | Prêmio Contigo! Online                     | Melhor Ator de Série                    | Sob Pressão: Plantão Covid                 | Indicado  |
| 2020 | SB Awards                                  | Melhor Ator Brasileiro                  | Sob Pressão: Plantão Covid                 | Indicado  |
| 2020 | Splash Awards                              | Melhor Ator                             | Sob Pressão: Plantão Covid                 | Indicado  |
| 2020 | Troféu APCA                                | Melhor Ator                             | Sob Pressão: Plantão Covid                 | Indicado  |
| 2020 | Melhores do Ano NaTelinha                  | Melhor Ator                             | Sob Pressão: Plantão Covid                 | Venceu    |
| 2020 | Melhores do Ano Minha Novela               | Melhor Ator de Série/Minissérie         | Sob Pressão: Plantão Covid                 | Venceu    |
| 2020 | Pena de Prata                              | Melhor Elenco em Especial de TV         | Sob Pressão: Plantão Covid                 | Indicado  |
| 2021 | Festival Sesc Melhores Filmes              | Melhor Ator Nacional                    | Aos Olhos de Ernesto                       | Indicado  |
| 2021 | Prêmio Platino                             | Melhor Interpretação Masculina em Série | 1 Contra Todos                             | Indicado  |
| 2021 | Prêmio F5                                  | Melhor Ator de Série                    | Sob Pressão                                | Venceu    |
| 2021 | Melhores do Ano                            | Ator de Série, Minissérie ou Seriado    | Sob Pressão                                | Venceu    |
| 2021 | Prêmio Contigo! Online                     | Melhor Ator de Série                    | Sob Pressão                                | Indicado  |
| 2022 | SEC Awards                                 | Melhor Ator em Série Nacional           | Sob Pressão                                | Indicado  |
| 2022 | Melhores do Ano                            | Ator de Série                           | Sob Pressão                                | Venceu    |
| 2022 | Prêmio Contigo! Online                     | Melhor Ator de Série                    | Sob Pressão                                | Indicado  |
| 2022 | Festival Santa Cruz de Cinema              | Prêmio Tuio Becker                      | Homenagem pela Carreira                    | Venceu    |
| 2023 | Troféu Que História É Essa, Porchat?       | Melhor História de Viagem               | "Cantor por uma noite no México"           | Indicado  |
| 2024 | Cannes International Series Festival       | Melhor Performance                      | Betinho - No Fio da Navalha                | Indicado  |
| 2024 | Cannes International Series Festival       | Performance Especial                    | Betinho - No Fio da Navalha                | Indicado  |
| 2024 | Prêmio Grande Otelo                        | Melhor Ator de Série                    | Betinho - No Fio da Navalha                | Venceu    |
| 2024 | Prêmio Emmy Internacional                  | Melhor Ator                             | Betinho - No Fio da Navalha                | Indicado  |
| 2024 | Melhores do Ano                            | Ator de Série                           | Betinho - No Fio da Navalha                | Indicado  |
| 2025 | SEC Awards                                 | Melhor Ator em Série Nacional           | Betinho - No Fio da Navalha                | Pendente  |